# Арефьева, Ирина Ярославна
Ирина Ярославна Арефьева (род. 1 октября 1946, Ленинград) — российский математик и физик-теоретик, доктор физико-математических наук, профессор, Член-корреспондент РАН с 2022 года.

## Биография
Родилась в Ленинграде.
Окончила физический факультет ЛГУ им. А. А. Жданова, кафедру теории ядра и элементарных частиц (1970) и аспирантуру по этой кафедре.
В 1973 году защитила кандидатскую диссертацию на тему «Теория рассеяния в конструктивной квантовой теории поля». За исследования, представленные в диссертации, в 1977 году присуждена золотая медаль АН СССР для молодых учёных.
В 1982 году защитила докторскую диссертацию на тему «О перенормируемости в рамках 1/N разложения нелинейных сигма-моделей». Присвоено учёное звание профессор.
Работа:
- 1970—1977 младший научный сотрудник, старший научный сотрудник, Ленинградское отделение Математического института им. В. А. Стеклова АН СССР;
- 1977—1984 старший научный сотрудник, Математический институт им. В. А. Стеклова АН СССР;
- с 1984 — профессор[прояснить] отдела теоретической физики, Математический институт им. В. А. Стеклова АН СССР. Затем ведущий научный сотрудник.

По состоянию на 2023 год — главный научный сотрудник отдела теоретической физики, ФБГУН «Математический институт им. В. А. Стеклова РАН» (Москва).
Член редколлегии журналов «Journal of Physics A, Mathematical and General», Institute of Physics Publishing, Bristol, UK, (2000—2006) и «Теоретическая и математическая физика» (с 2008).

## Научные достижения
- одна из первых выдвинула гипотезу о возможности рождения чёрных дыр на ускорителях в рамках тэвной гравитации;
- вместе с И. В. Воловичем выдвинула гипотезу о возможности появляения машин времени на Большом адронном коллайдере[2];
- показала, что неперенормируемая по стандартной теории возмущений модель оказывается перенормируемой по обратному числу компонент поля (1/N-разложение);
- решила задачу о построении теории свободной от ультрафиолетовых и инфракрасных расходимостей для существенно-нелинейного трехмерного n-поля;
- её работы по контурному подходу в теории калибровочных полей широко используются в квантовой хромодинамике;
- получила оценки времени образования кварк-глюонной плазмы и полной множественности образующихся частиц в зависимости от свойств сталкивающихся тяжелых ионов в рамках голографического подхода.

## Направления научной деятельности
- Вопросы теории перенормировок
- Теория суперструн, D-бран, дуальность между калибровочными теориями и моделями суперструн.

## Основные публикации
- I.Ya. Aref’eva, «Nonlocal string tachyon as a model for cosmological dark energy», pp-adic mathematical physics, AIP Conf. Proc., 826, Amer. Inst. Phys., Melville, NY, 2006, 301—311 , arXiv: astro-ph/0410443 crossref mathscinet adsnasa scopus
- I.Ya. Aref’eva, P. B. Medvedev, A. P. Zubarev, «New representation for string field solves the consistency problem for open superstring field theory», Nuclear Phys. B, 341:2 (1990), 464—498 crossref mathscinet adsnasa isi scopus
- I. Ya. Aref’eva, «Quantum contour field equations», Phys. Lett. B, 93:3 (1980), 347—353 crossref mathscinet adsnasa isi elib scopus
- I. Ya. Arefeva, «Phase transition in the three-dimensional chiral field», Annals Phys., 117:2 (1979), 393—406 crossref adsnasa elib scopus
- И. Я. Арефьева, В. Е. Корепин, «Рассеяние в двумерной модели с лагранжианом L=1/γ(1/2(∂muu)2+m2(cosu−1))L=1/γ(1/2(∂muu)2+m2(cos⁡u−1))», Письма в ЖЭТФ, 20:10 (1974), 680—684